# روبرت دوفي
روبرت دوفي (بالإنجليزية: Robert Duffy)‏ (2 ديسمبر 1982 في المملكة المتحدة - ) هو لاعب كرة قدم بريطاني في مركز الهجوم. لعب مع أكسفورد يونايتد وروشدين ودايموندز وستيفيناغ بوروه وغريمسبي تاون وكامبريدج يونايتد ونادي ريكسهام ونيوبورت كونتي ونادي غاينسبورو ترينيتي ونادي كيترينغ تاون وIlkeston F.C. ‏ وKing's Lynn Town F.C. ‏ وStamford A.F.C. ‏ ولينكولن سيتي أف سي ونادي مانسفيلد تاون ونونيتون بورو ‏.

## وصلات خارجية
- روبرت دوفي على موقع قاعدة بيانات كرة القدم.إي يو (الإنجليزية)
- روبرت دوفي على موقع Soccerbase.com (لاعب) (الإنجليزية)